# Bahnhof Hamburg-Eidelstedt Zentrum
Der Bahnhof Hamburg-Eidelstedt Zentrum ist eine Station der AKN-Linie A1 an der Bahnstrecke Hamburg-Altona–Neumünster im Stadtteil Hamburg-Eidelstedt.

## Geschichte
Der Bahnhof wurde spätestens 1914 mit dem Namen Eidelstedt Ost eröffnet. Am 24. November 2003 wurde der frühere ebenerdige Bahnhof Eidelstedt Ost geschlossen und in veränderter Lage durch den heutigen Bahnhof Hamburg-Eidelstedt Zentrum ersetzt. Verbunden mit der Verlegung des Bahnhofs waren der zweigleisige Ausbau der Strecke zwischen Eidelstedt Ost und Schnelsen und der abschnittsweise Neubau selbiger in Troglage, um mehrere Bahnübergänge schließen zu können.
Seit 20. August 2023 werden im Rahmen des Streckenausbaus für die S-Bahn in Bauphase 2 die Bahnsteige verlängert und erhöht sowie die Gleise mit einer Oberleitung elektrifiziert. Die Arbeiten sollten am 1. September 2024 abgeschlossen sein. Am 2. September 2024 wurde die Strecke für den Pendelverkehr freigegeben. Die Strecke ist nun zweigleisig und hat an den Hamburger Stationen höhere Bahnsteige. Allerdings ist die Barrierefreiheit noch nicht gegeben. Die Gesamtstrecke nach Kaltenkirchen wird allerdings erst frühestens 2028 freigegeben. Die Verzögerung ergibt sich daher, da die alten Stellwerke nicht mehr erneuert werden können.

## Lage
Der Bahnhof besitzt zwei 76 cm hohe und 110 m lange Außenbahnsteige.
Nicht weit entfernt vom Bahnhof befindet sich die Elisabethkirche.

## Verkehr

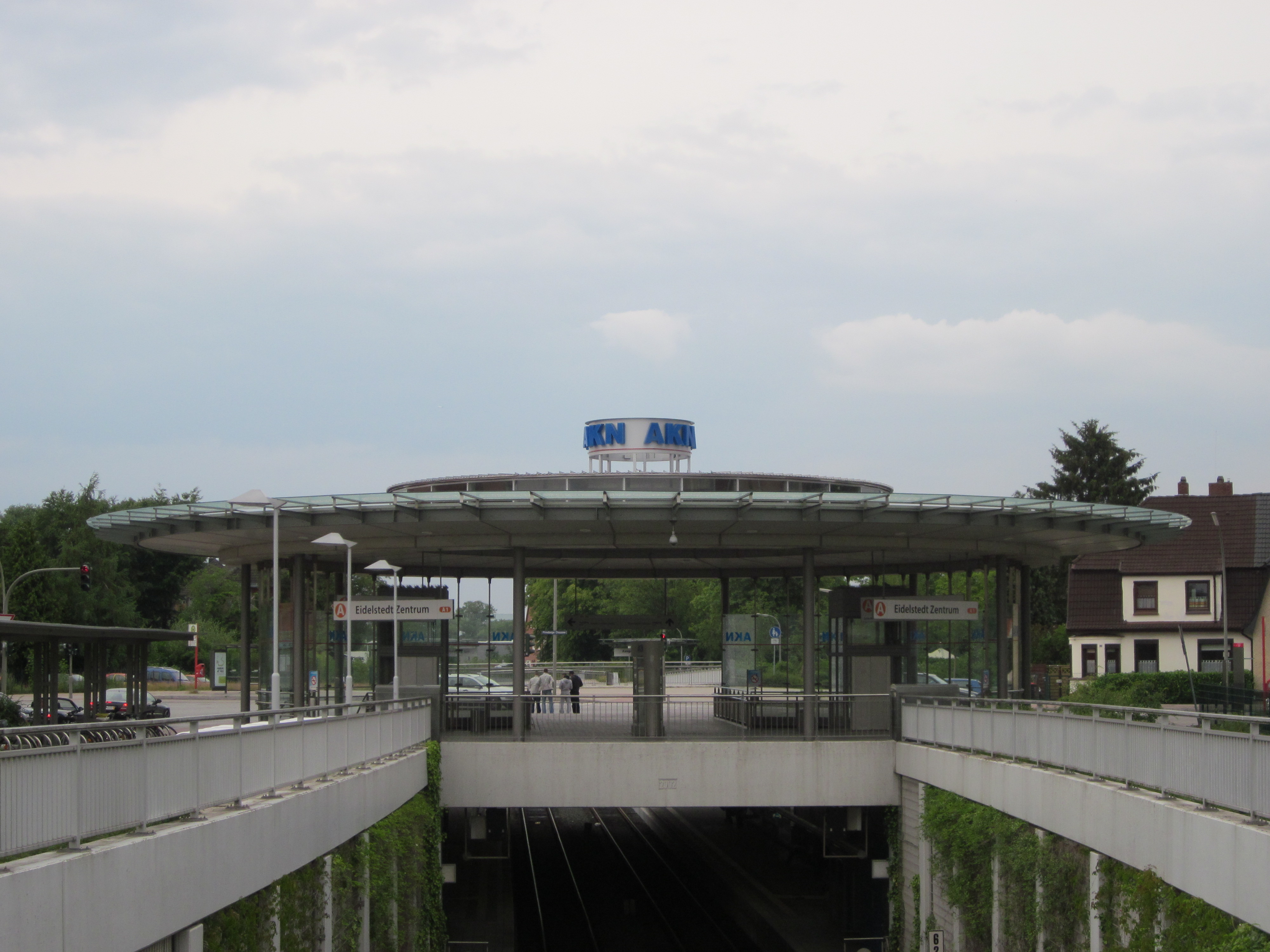
Der Bahnhof von außen.

An den Bahnsteigen verkehrt die AKN-Linie A1 in der Regel im 20-Minuten-Takt und in der Hauptverkehrszeit im 10-Minuten-Takt. Samstags gibt es einen 20-Minuten-Takt und sonntags einen 30-Minuten-Takt, nachts einen 60-Minuten-Takt.
Im Jahr 2018 stiegen hier täglich 1991 Personen ein und aus.
Vom Bahnhof besteht Anschluss an die Buslinien 4, 181, 185, 281, 284, 603 und 613.
| Linie | Verlauf |
| ----- | --- |
| A1    | Eidelstedt – Eidelstedt Zentrum – Hörgensweg – Schnelsen – Burgwedel – Bönningstedt – Hasloh – Quickborn Süd – Quickborn – Ellerau – Tanneneck – Ulzburg Süd (– Henstedt-Ulzburg – Kaltenkirchen Süd – Kaltenkirchen) |